# Chrysochroa mniszechii
Chrysochroa mniszechii — вид крупных жуков-златок.

## Таксономия
Этот вид был описан в 1861 году Акиллем Дейролем и назван в честь Жоржа Вандалина фон Мнишека.

## Описание
Крупные златки, достигающие длины от 40 до 50 мм. Голова и переднеспинка металлически фиолетово-синие. Надкрылья фиолетово-голубые с двумя поперечными желтыми полосами, первая из которых занимает их базальную часть и спускается примерно до половины надкрылий по их боковым краям, а вторая располагается позади половины их длины. Верх надкрылий зубчатый. Грудная область нижней стороны тела металлически пурпурно-голубая. Кроме того, существует редкая цветовая форма, в которой фиолетово-синий цвет заменен металлическим зеленым.

## Места обитания
Этот вид встречается в Таиланде, Лаосе, Мьянме и Вьетнаме.